# Río Tinto

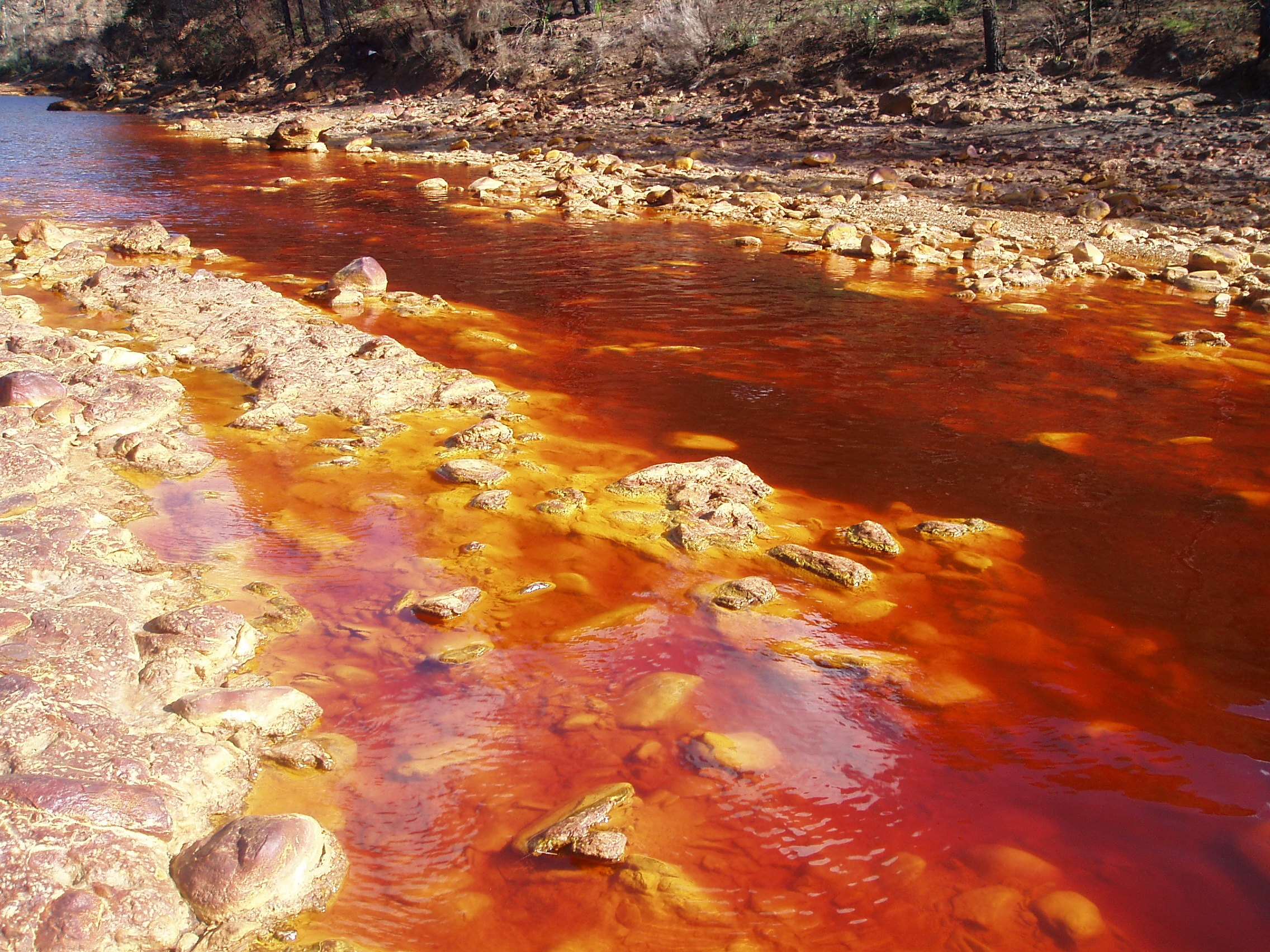
Río Tinto

Der Río Tinto (deutsch „roter Fluss“) ist ein Fluss im Südwesten Spaniens, in der Autonomen Region Andalusien. Er entspringt im Norden der Provinz Huelva und mündet nach etwa 100 km in der Nähe der Provinzhauptstadt Huelva zusammen mit dem Odiel in den Atlantischen Ozean.
Die signifikante Färbung des Wassers hat ihren Ursprung vor allem in der Verwitterung sulfidischer Schwermetallminerale der dort vorkommenden Erzlagerstätte. Bei der Erzlagerstätte handelt es sich um hydrothermal gebildete Erzlager, die vor allem aus Pyrit („Schwefelkies“, Eisendisulfid) und daneben auch aus Chalkopyrit („Kupferkies“, Kupfereisendisulfid) bestehen. Die Verwitterung besteht in einer hauptsächlich mikrobiell bedingten Oxidation der Sulfidminerale, bei der Sulfid durch spezielle Bakterien und Archaeen zu Schwefelsäure oxidiert wird und die Schwermetalle dabei als in Wasser gelöste Ionen frei werden. Die Verwitterungsprodukte, Schwermetall-Ionen und Schwefelsäure, gelangen mit dem Niederschlagswasser in den Fluss.
Speziell die Konzentrationen an Eisen und Kupfer sind so hoch, dass am Oberlauf, bei Minas de Riotinto, bereits seit 3000 Jahren Rohstoffgewinnung betrieben wird. Aufgrund der Schwefelsäure-Zuflüsse ist das Flusswasser stark sauer, was dazu führt, dass nur acidophile (d. h. säureliebende) Mikroorganismen in ihm leben können, darunter Bakterien, Pilze, Hefen und Algen.

## Mikrobielle Bakteriengemeinschaft
Im sauren (pH-Wert 2,2) Mittellauf des Flusses ist die Wassersäule des Flusses von Fe(II)-Oxidierern aus der Verwandtschaft von Acidithiobacillus und
Leptospirillum (Nitrospiraceae) besiedelt.
Im oberen Mündungsgebiet gibt es tägliche Schwankungen des pH-Werts (2,7 bis 3,7) und des Cl−-Gehalts (6,9 bis 16,6 g/L). Hier finden sich ebenfalls Fe(II)-Oxidierer, und zwar aus der Verwandtschaft von
Acidihalobacter (Chromatiales),
Marinobacter (Alteromonadaceae) und
Mariprofundus (Mariprofundaceae).
Nach Metagenomik-Daten der benthischen Gemeinschaft befinden sich in den Ästuarsedimenten neben acidophilen und neutrophilen Fe(II)-Oxidierern wie Acidihalobacter, Marinobacter und Mariprofundus auch Fe(III)-Reduzierer wie Thermoanaerobaculum (Thermoanaerobaculaceae)) und sulfatreduzierende Bakterien.